# Amerila syntomina
Amerila syntomina är en fjärilsart som beskrevs av Butler 1878. Amerila syntomina ingår i släktet Amerila och familjen björnspinnare. Inga underarter finns listade i Catalogue of Life.